# 萨德勒斯
萨德勒斯（Saddlers）是加勒比海島國聖基茨和尼維斯聖基茨島聖約翰卡皮斯特萊區的最大城鎮，與迪耶普灣鎮同時作為該區的首府，位於該島西北海岸，2012年人口1,205人。